# سام دي ميستر
سام دي ميستر هو لاعب كرة قدم بلجيكي في مركز الوسط، ولد في 11 يناير 1982 في Servilia gens ‏. لعب مع سيركل بروج ونادي آوغسبورغ ونادي إكسلسيور.

## وصلات خارجية
- سام دي ميستر على موقع قاعدة بيانات كرة القدم.إي يو (الإنجليزية)
- سام دي ميستر على موقع Soccerway.com (الإنجليزية)
- سام دي ميستر على موقع عالم كرة القدم.نت (الإنجليزية)